# Manfred Günther (Pfarrer)
Manfred Günther (* 1950 in Frankfurt am Main) ist ein deutscher evangelischer Pfarrer i. R., Lyrik-Autor und Werbetexter aus Mücke (Hessen) im Vogelsbergkreis. 

## Leben
Manfred Günther machte nach dem Abitur eine Werbekaufmannslehre und arbeitete auch einige Jahre als Texter im Beruf. Dann studierte er Evangelische Theologie und engagierte sich 25 Jahre lang als Landpfarrer bis zu seiner vorzeitigen Pensionierung 2003.

## Wirken
1979 wurde Günther der erste Pfarrer von Ilsdorf (Mücke), 1982 wurde offiziell seine Gemeinde „Groß Eichen und Ilsdorf“ gegründet.
Manfred Günther wurde überregional bekannt, weil er eine Homepage namens „Predigt-Eichendorf“ entwickelte, die inzwischen mehr als 1.000 Predigten (Predigtarchiv), mehrere hundert Andachten, Trauerpredigten, Psalmlieder und andere Themen enthält. Seine Webseite mit dem Untertitel „Ev. virt. Landgemeinde Eichendorf“ nennt er sein „Gästehaus“. Die Homepage enthält auch ständig aktualisiert Hinweise auf die große Sammlung an aktuell-sozialpolitischen Gedichten in der Reimform Paarreim/Endreim unrein, stumpf, oft assonant und zeigt weitere Kuriositäten wie seine Scherz-„Beffchensammlung“. 
Die Gedichte des Pfarrers erscheinen vorab immer wöchentlich als Kolumne in der Alsfelder Allgemeinen Zeitung. Manfred Günther trägt sie anlässlich zahlreicher Lesungen auch in Platt vor. Alle Einnahmen aus der Autorentätigkeit spendet Günther Projekten wie „Neue Arbeit GmbH Vogelsberg“ oder der „Grünberger Tafel“.

## Schriften (Auswahl)
- Was so ein braver Pfarrersmann in Vogelsberg erleben kann.
- Ein Christ, der in den Spiegel blickt …, Brühl, Gießen 1989, ISBN 3-922300-37-5
- Näher als du denkst. 17 Geschichten
- Stimmt an für Gott ein Lied (60 Lieder), o. O., o. J.
- Am siebten Tag ein Lachen, (365 Gedichte) Winter, Heuchelheim [1995], ISBN 3-926923-19-9
- Am siebten Tag ein Singen, (52 Lieder) Heuchelheim.
- Ein Christ mit Namen Pfarrer Schein, 110 „Ein Christ…“-Gedichte; Vogelsberg 2005
- Neues von Pfarrer Schein.
- Nur wenig übertrieben, Heuchelheim 2008.
- In Eichendorf bei Pfarrer Schein.
- Längs und quer zur Zeit, Grünberg 2011[4]
- 50 persönliche Predigten zur festlichen Hälfte des Kirchenjahres. Fromm 2011, ISBN 384 1600506[5]